# Селеровий суп
Селе́ровий суп (тур. kereviz çorbası) — турецький суп-пюре з селери.

## Приготування
На дні каструлі смажать цибулю і часник на олії. Потім туди додають борошно. Коли борошно трохи підсмажиться, вливають гарячий курячий бульйон і додають порізану селеру. Коли селера стане м'якою, суп збивають блендером до стану суп-крему. Додають сіль та спеції за смаком. Сервірують з зеленню.